# Ruslan Hryščenko
Ruslan Hryščenko (in ucraino Руслан Грищенко?; Sinferopoli, 4 febbraio 1981) è un ciclista su strada ucraino che corre per il Team Lvshan Landscape. È professionista dal 2003.

## Carriera
Durante la carriera ha ottenuto otto vittorie, tre le quali la Liegi-Bastogne-Liegi Under-23 2001, l'edizioni 2001 e 2002 della Flèche Ardennaise, il Giro del Mendrisiotto 2002 e il Piccolo Giro di Lombardia 2005.
Nel 2001 fu medaglia di bronzo nella gara in linea riservata agli under-23 dei Campionati del mondo di Lisbona.

## Palmarès
- 2001 (Zoccorinese-Vellutex, quattro vittorie)

Coppa 29 Martiri di Figline di Prato
Liegi-Bastogne-Liegi Under-23
5ª tappa Thüringen Rundfahrt (Sonneberg > Bad Salzungen)
Flèche Ardennaise
- 2002 (Vellutex-Casa Selezione, tre vittorie)

Giro del Mendrisiotto
Flèche Ardennaise
3ª tappa Giro della Valle d'Aosta
- 2005 (GS Bottoli Artoni Zoccorinese, una vittoria)

Piccolo Giro di Lombardia

## Piazzamenti

### Grandi Giri
- Giro d'Italia

2003: ritirato (19ª tappa)

### Classiche monumento
- Milano-Sanremo

2003: 169º
- Giro di Lombardia

2004: 62º

### Competizioni mondiali
- Campionati del mondo su strada

Verona 1999 - In linea Junior: 17º
Plouay 2000 - In linea Under-23: 62º
Lisbona 2001 - In linea Under-23: 3º
Heusden-Zolder 2002 - In linea Under-23: 41º